# Filippo Perfetto
Filippo Perfetto (Napels, 26 januari 1976) is een Italiaans voormalig professioneel wielrenner. Hij behaalde geen professionele overwinningen.

## Grote rondes
| Jaar | Ronde van Italië | Ronde van Frankrijk | Ronde van Spanje |
| ---- | ---------------- | ------------------- | ---------------- |
| 2001 |                  |                     | opgave           |
| 2002 | opgave           |                     |                  |
| 2003 |                  |                     |                  |
| 2004 |                  |                     |                  |